# Serra de Monsanto
La serra de Monsanto és una elevació geogràfica de Portugal continental, amb 227 m d'altitud màxima. Està en el municipi de Lisboa i l'ocupa en gran part el Parc Forestal de Monsanto.(1)
Els límits de la serra són: al sud l'estuari del riu Tejo, a l'oest la ribera d'Algés i al nord i a l'est la ribera d'Alcântara.
La serra és una de les unitats geomorfològiques millor definides del municipi de Lisboa, i té la forma d'un con truncat, culminada per una zona plana. El perfil geològic revela la presència de pedra calcària i basalt.
Fa uns 70 milions d'anys, amb el xoc entre la placa ibèrica i l'eurasiàtica, emergí la pedra calcària del Cretaci i Juràssic formada en els fons marins i un llarg període d'activitat volcànica, del qual deriven basalts i piroclasts.(1)

## Referència
- (1)«Serra de Monsanto. Un Peleovulcão». Diari de les Estacions. Parc Ecològic de Monsanto, 1999.